# Andrachne pulvinata
Andrachne pulvinata är en emblikaväxtart som beskrevs av Antonina Ivanovna Pojarkova. Andrachne pulvinata ingår i släktet Andrachne och familjen emblikaväxter. Inga underarter finns listade i Catalogue of Life.